# 桐谷滋
桐谷 滋（きりたに しげる、1940年3月7日 - ）は、日本の言語学者。専門は心理言語学・音声言語科学。

## 経歴
東京都生まれ。東京都立日比谷高等学校から東京大学へ入学。1963年理学部物理学科卒業。1972年同大学医学部音声言語医学研究施設助教授、1976年医学博士の学位取得（博士論文の表題は「X線マイクロビーム走査の計算機制御による自動追跡観測」）、1984年同教授となる。2000年定年退職し、同大学名誉教授。2000年 - 2010年神戸海星女子学院大学文学部教授。

## 業績
音声言語科学、心理言語学の研究を行った。特に音声生成の生理学的・物理学的過程の研究に従事し、舌などの運動観測のためのX線マイクロビーム装置の開発や声帯振動観測のための超高速ディジタル撮影装置の開発を行い、発話時の音声器官の動態研究に寄与した。音声言語の獲得過程や外国語音声の知覚過程の研究にも参画、文部省科学研究費重点領域研究「認知言語の成立」総括班班員（1993年 - 1997年）、特定領域研究「心の発達 : 認知的成長の機構」領域代表者（1997年 - 2001年）、などを務めた。2003年から2007年まで日本音声学会会長。

## 主な著書
- Shigeru Kiritani, Hajime Hirose and Hiroya Fujisaki:『Speech Production and Language: In Honor of Osamu Fujimura』、Mouton de Gruyter、1997年。

- 桐谷 滋 （編）、小嶋省三・鹿取博人（監修） 『ことばの獲得』、ミネルヴァ書房、1999年。 ISBN 978-4623030064

- 桐谷 滋 『心の発達、ことばの発達－子どもはなにをどのように学ぶのか』 クバプロ出版、2003年。ISBN 978-4878050152